# Геотрихоз
Геотрихоз (англ. geotrichosis) — хвороба з групи мікозів, при якій уражаються ротова порожнина, бронхи, легені, шкіра.

## Етіологія
Збудником є пліснявий грибок Geotrichum candidum, який є часткою мікробіому людини, особливо пов'язаним зі шкірою, мокротою та фекаліями, де зустрічається в 25-30 % зразків. Він широко використовується як допоміжна культура при дозріванні сиру.

## Епідеміологічні особливості
Зараження може відбуватися від ендогенних або екзогенних джерел. Geotrichum є одним з таких грибів, який присутній у ґрунті, мертвій та розкладаній органічній речовині й може забруднювати їжу, фрукти та овочі.
Хворі на туберкульоз, цукровий діабет, лімфому, лейкемію, ВІЛ/СНІД, з будь-якою імуносупресією є чутливими до цієї хвороби.

## Клінічні прояви

### Легеневий геотрихоз
Є найпоширенішою формою хвороби . Прояви нагадують такі при туберкульозі. Виділяється світле, густе, сіре мокротиння, яке в деяких випадках може мати кров'яні домішки. Ще одним проявом легеневого геотрихозу є дрібнопузирчасті та середньопузирчасті хрипи, які виявляються під час аускультації. У пацієнтів може розвинутися гарячка, тахікардія і лейкоцитоз.

### Бронхіальний геотрихоз
При цій клінічній формі не уражаються легені, натомість хвороба розвивається всередині бронхів. Geotrichum candidum росте в просвіті бронхів. Хвороба характеризується як ендобронхіальна інфекція. Бронхіальний геотрихоз схожий на алергічну реакцію при аспергільозі. Проявами є виражений хронічний кашель, драглисте мокротиння, відсутність гарячки та різні хрипи. У пацієнтів із захворюванням бронхів пульс і дихання рідко бувають прискореними. Дрібне затемнення на рентгенограмах може проявитися у середній або базилярній частині легень. Колонізація бронхів може бути пов'язана з Candida albicans і зазвичай виникає у пацієнтів із хронічною обструктивною хворобою легень.

### Оральний і вагінальний геотрихоз
За своїми проявами схожий на кандидоз (молочницю), і його часто плутали з цією хворобою. Різницю між оральним і вагінальним кандидозом і геотрихозом можна визначити за допомогою аналізу під мікроскопом. На інфікованій ділянці утворюється білий наліт, і пацієнти зазвичай повідомляють про відчуття печіння в уражених областях. Вагінальний геотрихоз частіше зустрічається у вагітних жінок і часто асоціюється з вагінітом.

### Шлунково-кишковий геотрихоз
Це ентероколіт, пов'язаний з терапією глутаміном. Симптоми зазвичай припиняються після припинення терапії глутаміном. Встановити етіологію грибків важко, оскільки G. candidum виявляється в складі нормальної флори кишок. Відмінність між нормальною кишковою мікрофлорою та патогенною полягає у виробленні токсинів.

### Шкірний геотрихоз
Має два різних варіанти, які включають поверхневу та глибоку шкірну форми. При поверхневій формі ураження виникає на шкірних складках, включаючи субмаммарні, пахові, періанальні та міжпальцеві. При глибокій формі формуються вузлики, пухлини та виразки на ногах, обличчі та руках. Геотрихоз може зумовити кістозне ураження на шкірі.

## Діагностика
Діагноз геотрихозу неможливо визначити без використання мікробіологічної культури або мікроскопічних досліджень. Лабораторна діагностика геотрихозу включає дослідження зібраних зразків грибів у місцях ураження. Зішкріб з них у порожнини рота та виразок може підтвердити наявність G. candidum. Також слід взяти зразки гною та слизу з калу. У мокротинні можна знайти білі пластівці, подібні до слизу, для подальшого дослідження.
Культивування циліндричних бочкоподібних або еліптичних грибів у значних кількостях при ураженнях порожнини рота є маркером того, що у пацієнта може бути геотрихоз. Під мікроскопом у грибів виявляються дріжджоподібні та перегородчасті розгалужені гіфи, які можуть розпадатися на ланцюжки або окремі членистоспори. Артроспори виглядають прямокутними з плоскими або закругленими кінцями. Під мікроскопом розмір артроконідій коливається від 6-12 на 3-6 мкм. 
Іншим напрямком ідентифікації G. candidum є метод селективної ізоляції. Він заснований на стійкості грибів до новобіоцину та вуглекислого газу, може визначити, чи є G. candidum причиною захворювання.

## Лікування
Геотрихоз зазвичай має хороший прогноз, і пацієнти часто успішно одужують. Однак стандартного лікування геотрихозу не існує. Є кілька видів антибактеріальних або протигрибкових препаратів, які можна використовувати для лікування геотрихозу.
Застосовуються полієнові антибіотики: ністатин,  амфотерицин В та пімарицин в аерозолі. Для лікування геотрихозу також застосовують азольні препарати, в тому числі ізоконазол і клотримазол. Також використовується комбінація вориконазол + амфотерицин B
Супутнє лікування легеневого геотрихозу включає використання йодиду калію, сульфаніламідів або колістину. Супутню астму можна лікувати десенсибілізацією та преднізолоном. Виявлено, що G. candidum більш чутливі до амфотерицину В, клотримазолу і S-фторцитозину. Стійкість антигрибкових препаратів у пацієнта може виникнути внаслідок повторного лікування.